# Fasciolaria bullisi
Fasciolaria bullisi is een slakkensoort uit de familie van de Fasciolariidae. De wetenschappelijke naam van de soort is voor het eerst geldig gepubliceerd in 1972 door Lyons.